# María Dolores Agüero
María Dolores Agüero Lara (nacida en 1982[cita requerida]) es una política y diplomática hondureña. Fue secretaria de Estado de Relaciones Exteriores y Cooperación Internacional de su país desde el 27 de marzo de 2017 hasta el 23 de julio de 2019.

## Biografía

### Familia y educación
Su padre ha sido vicepresidente del Banco Atlántida. Tiene un hermano y una hermana. Estudió Ciencias Jurídicas con orientación en Derecho Internacional en la Universidad Nacional Autónoma de Honduras y realizó una maestría en Derecho Internacional, Inversiones, Comercio y Arbitraje de la Universidad de Chile y la Universidad de Heidelberg con el apoyo del Instituto Max Planck de Derecho Público Comparado y el Instituto de Estudios Internacionales de la Universidad de Chile.

### Carrera
Fue asesora legal del Consejo Hondureño de la Empresa Privada (COHEP) y asociada del bufete de abogados López Rodezno. Comenzó a trabajar en el Ministerio de Relaciones Exteriores y Cooperación Internacional en 2010. Dentro de esta secretaría se desempeñó como Asesora Legal en materia de Promoción de Inversiones y Comercio, y fue miembro del comité organizador del evento Honduras Is Open For Business en 2011, coordinadora de la Presidencia protémpore del Sistema de la Integración Centroamericana (SICA) y Directora de Integración en 2012.
En 2013 se unió al Servicio Diplomático y Consular de Honduras. Fue comisionada presidencial de la Integración, representante por Honduras ante el Comité Ejecutivo del SICA, y representante y vocera en la Comisión de Seguridad de Centroamérica. Ha representado a Honduras en diferentes foros internacionales de las Naciones Unidas y participado en los Consejos de Ministros de Relaciones Exteriores del SICA, de la Asociación de Estados del Caribe (AEC), de la Comunidad de Estados Latinoamericanos y Caribeños (CELAC), de la Organización de Estados Iberoamericanos (OIE) y de la Organización de los Estados Americanos (OEA).
Fue nombrada viceministra de Relaciones Exteriores en diciembre de 2015 y ministra de esta Secretaría el 27 de marzo de 2017 —en sustitución de María Andrea Matamoros, quien se desempeñaba de manera interina tras la renuncia de Arturo Corrales. Fue removida de ese cargo el 23 de julio de 2019, y pasó a ser nombrada embajadora de Honduras en Washington el 15 de agosto.